# هيلاري كاي
هيلاري كاي (بالإنجليزية: Hilary Kay)‏ هي محاضرة ومؤلفة ومذيعة بريطانية، ولدت في 16 ديسمبر 1956.

## وصلات خارجية
- هيلاري كاي على موقع IMDb (الإنجليزية)